# Grote Prijs van Wallonië
De Grote Prijs van Wallonië (Fr. "Grand Prix de Wallonie", vaak afgekort tot "GP van Wallonië"), is een eendaagse wielerwedstrijd in het Belgische gewest Wallonië. De eerste editie werd georganiseerd in 1935. In 1950 maakte de wedstrijd, onder de naam Luik-Courcelles, deel uit van de eerste Ardense Wielerweek, samen met de Waalse Pijl en Luik-Bastenaken-Luik. Tegenwoordig wordt de wedstrijd midden september verreden en heeft ze aan belang ingeboet. De GP van Wallonië maakt deel uit van het continentale circuit van de UCI, de UCI ProSeries.

## Lijst van winnaars

### Meervoudige winnaars
| Overwinningen | Renner               | Land   | Jaren              |
| ------------- | -------------------- | ------ | ------------------ |
| 3             | Adolphe Braeckeveldt | België | 1936 + 1938 + 1939 |
| 3             | Nick Nuyens          | België | 2004 + 2005 + 2009 |
| 2             | Dave Bruylandts      | België | 2002 + 2003        |
| 2             | Philippe Gilbert     | België | 2006 + 2011        |

### Overwinningen per land
| Overwinningen | Land                                                         |
| ------------- | ------------------------------------------------------------ |
| 37            | België                                                       |
| 6             | Italië                                                       |
| 5             | Frankrijk, Nederland                                         |
| 2             | Duitsland, Spanje                                            |
| 1             | Australië, Ierland, Letland, Luxemburg, Rusland, Zwitserland |

## Podiumplaatsen
| Jaar | Winnaar                | Tweede                 | Derde                   |
| ---- | ---------------------- | ---------------------- | ----------------------- |
| 1935 | Gustaaf Degreef        | Joseph Vanderhaegen    | Gerard Leopold          |
| 1936 | Adolf Braeckeveldt     | Antonio Fabris         | Constant Struyven       |
| 1937 | Karel Tersago          | René Pédroli           | Pierre Houbrechts       |
| 1938 | Adolf Braeckeveldt     | Frans Demondt          | Leopold Van den Bossche |
| 1939 | Adolf Braeckeveldt     | Adelin Van Simaeys     | Georges Christiaens     |
| 1942 | Maurice Van Herzele    | Emiel Faingnaert       | Joseph Moerenhout       |
| 1943 | Edward Van Dijck       | Richard Depoorter      | Albert Ritserveldt      |
| 1944 | Joseph Somers          | Eugeen Jacobs          | Lode Poels              |
| 1949 | Jacques Geus           | Rene Walschot          | Jan Van Steen           |
| 1970 | Ferdinand Bracke       | Eddy Beugels           | Georges Pintens         |
| 1971 | Felice Gimondi         | Walter Godefroot       | Georges Pintens         |
| 1972 | Emile Cambré           | Jos van der Vleuten    | Georges Barras          |
| 1973 | Albert Van Vlierberghe | Gérard Besnard         | Walter Godefroot        |
| 1974 | Frans Verbeeck         | Freddy Maertens        | Roger De Vlaeminck      |
| 1975 | André Dierickx         | Eddy Merckx            | Ferdinand Bracke        |
| 1976 | Herman Vanspringel     | Freddy Maertens        | Frans Verbeeck          |
| 1977 | Walter Planckaert      | Marc Demeyer           | Willem Peeters          |
| 1978 | Willem Peeters         | Albert Van Vlierberghe | Jacques Martin          |
| 1979 | Leo van Vliet          | Jean-René Bernaudeau   | Fedor den Hertog        |
| 1980 | Willy De Geest         | Jacques Martin         | Claude Criquielion      |
| 1981 | Walter Dalgal          | Charles Jochums        | Patrick Versluys        |
| 1982 | Hennie Kuiper          | Gerard Veldscholten    | Jos Jacobs              |
| 1983 | Stephen Roche          | Eric Vanderaerden      | Phil Anderson           |
| 1984 | Frank Hoste            | Claude Criquielion     | Paul Sherwen            |
| 1985 | Marc Madiot            | Joop Zoetemelk         | Claude Criquielion      |
| 1986 | Steven Rooks           | Michel Dernies         | Patrick Versluys        |
| 1987 | Pascal Poisson         | Jan Nevens             | Niet toegewezen         |
| 1988 | Claude Criquielion     | Laurent Fignon         | Charly Mottet           |
| 1989 | Thomas Wegmüller       | Robert Millar          | Jos van Aert            |
| 1990 | Luc Leblanc            | Michel Dernies         | Johan Bruyneel          |
| 1991 | Frank Van Den Abeele   | Johan Bruyneel         | Sammie Moreels          |
| 1992 | Danny Nelissen         | Marc Bouillon          | Sammie Moreels          |
| 1993 | Patrick Evenepoel      | Raymond Meijs          | Mario De Clercq         |
| 1994 | Peter Farazijn         | Udo Bölts              | Jan Nevens              |
| 1995 | Andrea Chiurato        | Maarten den Bakker     | Fausto Dotti            |
| 1996 | Franco Ballerini       | Bo Hamburger           | Frank Corvers           |
| 1997 | Dmitri Konysjev        | Laurent Madouas        | Davide Casarotto        |
| 1998 | Udo Bölts              | Rik Verbrugghe         | Stéphane Heulot         |
| 1999 | Patrick Jonker         | Léon van Bon           | Koos Moerenhout         |
| 2000 | Alberto Elli           | Didier Rous            | Kurt Van De Wouwer      |
| 2001 | Axel Merckx            | Tom Stremersch         | Scott Sunderland        |
| 2002 | Dave Bruylandts        | Lennie Kristensen      | Nicolas Fritsch         |
| 2003 | Dave Bruylandts        | Marek Rutkiewicz       | Mickael Pichon          |
| 2004 | Nick Nuyens            | Philippe Gilbert       | Jérôme Pineau           |
| 2005 | Nick Nuyens            | Björn Leukemans        | Igor Abakoumov          |
| 2006 | Philippe Gilbert       | Nick Nuyens            | William Bonnet          |
| 2007 | Bert De Waele          | Cédric Vasseur         | Thor Hushovd            |
| 2008 | Stefano Garzelli       | Giovanni Visconti      | Jérôme Pineau           |
| 2009 | Nick Nuyens            | Allan Davis            | Roy Sentjens            |
| 2010 | Paul Martens           | Riccardo Riccò         | Cadel Evans             |
| 2011 | Philippe Gilbert       | Julien Simon           | Björn Leukemans         |
| 2012 | Julien Simon           | Greg Van Avermaet      | Björn Leukemans         |
| 2013 | Jan Bakelants          | Thomas Voeckler        | Mathias Frank           |
| 2014 | Greg Van Avermaet      | Tony Gallopin          | Jan Bakelants           |
| 2015 | Jens Debusschere       | Jan Bakelants          | Christophe Laporte      |
| 2016 | Tony Gallopin          | Petr Vakoč             | Jérôme Baugnies         |
| 2017 | Tim Wellens            | Tony Gallopin          | Julien Simon            |
| 2018 | Jasper Stuyven         | Dimitri Claeys         | Warren Barguil          |
| 2019 | Krists Neilands        | Jasper De Buyst        | Jasper Stuyven          |
| 2021 | Christophe Laporte     | Warren Barguil         | Tosh Van der Sande      |
| 2022 | Mathieu van der Poel   | Biniam Girmay          | Gonzalo Serrano         |
| 2023 | Gonzalo Serrano        | Dylan Teuns            | Jasper De Buyst         |
| 2024 | Roger Adrià            | Alex Aranburu          | Clément Champoussin     |

## Vrouwen

### Lijst van winnaressen

#### Overwinningen per land
| Overwinningen | Land                     |
| ------------- | ------------------------ |
| 1             | België, Nederland, Polen |